# Rosa Maria Medianero Roldán
Maria Rosario Medianero Roldán, coneguda esportivament com Rosi Medianero, (Baena, Andalusia, 24 de juny de 1963) és una exjugadora de basquetbol.
Aler pivot, es va formar al Club Bàsquet l'Hospitalet, amb el qual va debutar a la Primera Divisió. La temporada 1984-85 va fitxar pel El Masnou Comansi, amb el qual va proclamar campiona de la Copa de la Reina (1985) i va guanyar dues Lligues catalanes (1984, 1988). És germana del també jugador de bàsquet professional Antonio Medianero Roldán.

## Palmarès
- 1 Copa espanyola de bàsquet femenina: 1984-85
- 2 Lliga catalana de bàsquet femenina: 1984-85, 1988-89